# Mac Wiseman

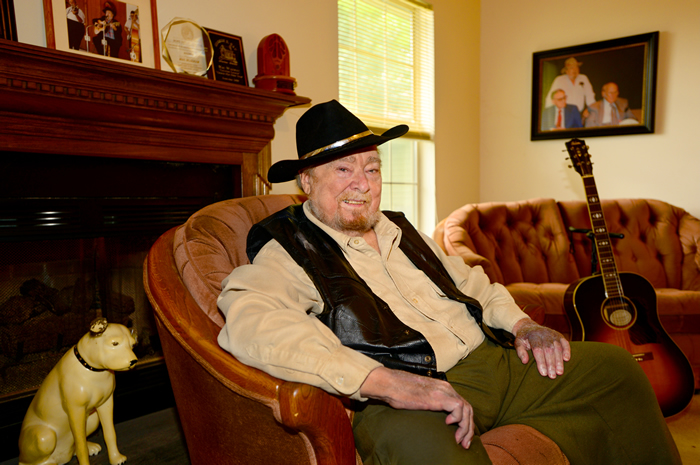
Mac Wiseman, 2008

Malcolm „Mac“ B. Wiseman (* 23. Mai 1925 in der Nähe von Waynesboro, Virginia; † 24. Februar 2019 in Nashville, Tennessee) war ein US-amerikanischer Country- und Bluegrass-Sänger und Gitarrist.

## Leben
Im Shenendoah Valley, in dem er aufwuchs, lernte er die traditionelle Musik kennen. 1944 wurde er, als Gewinner eines Nachwuchs-Wettbewerbs, Radio-Moderator bei WSVA in Harrisburg, Virginia. Nebenbei trat er unter anderem mit Molly O’Day und verschiedenen lokalen Country-Bands auf. Später hatte er seine eigene Band. 1948 wurde er Gründungsmitglied der Foggy Mountain Boys. Im Jahr 1949 nahm er zusammen mit Bill Monroe die Single Travelin' Down This Lonesome Road auf. In den 1950er Jahren hatte Wiseman wieder seine eigene Band.
1951 wurde er beim Louisiana Hayride von Dot Records entdeckt und bekam seinen ersten eigenen Plattenvertrag. Einer seiner größeren Erfolge dort war Jimmy Brown the Newsboy, das Platz fünf der Hot Country Songs erreichte. Während der 1950er Jahre war er regelmäßiger Gast in Red Foleys Ozark Jubilee und erhielt durch weitere Auftritte in Shows wie dem WSB Barn Dance, dem Old Dominion Barn Dance, dem Tennessee Barn Dance und der Grand Ole Opry weitreichende Bekanntheit. Wiseman leitete ein paar Jahre lang die Country-Musik-Abteilung bei Dot, bis er 1962 zu Capitol Records wechselte. Dort nahm er Bluegrass- und andere Countrystücke auf. Er spielte auf Bluegrassfestivals und trat im Jahr 1965 im WWVA Jamboree in Wheeling, West Virginia, auf.
Im Jahr 1969 zog Wiseman nach Nashville und bekam einen Vertrag bei RCA Victor. Dort nahm er auch drei Alben mit Lester Flatt auf. Sein einziger Hit in dieser Zeit war If I Had Johnny’s Cash and Charley’s Pride. Von Mitte der 1970er Jahre spielte Wiseman verstärkt Bluegrass. 1992 brachte er eine Dokumentation des Bluegrass mit dem Titel High Lonesome heraus. Er wurde 1993 in die International Bluegrass Music Hall of Honor aufgenommen.

## Diskografie

### Alben
- 1958: ’Tis Sweet to Be Remembered
- 1959: Beside the Still Waters
- 1960: Great Folk Ballads
- 1960: Mac Wiseman sings 12 Great Hits
- 1960: Keep on the Sunnyside
- 1961: The Best Loved Gospel Hymns
- 1962: Fire Ball Mail
- 1962: Bluegrass Favorites
- 1965: At the Toronto Horseshoe Club
- 1965: Sincerely
- 1966: This is Mac Wiseman
- 1966: A Master at Work
- 1966: Bluegrass (mit den Osborne Brothers)
- 1966: Mac Wiseman sings Old Time Country Favorites
- 1967: Songs of the Dear Old Days
- 1967: Mac Wiseman
- 1968: Golden Hits of Mac Wiseman
- 1970: Johnny’s Cash And Charley’s Pride
- 1971: Lester’s Mack
- 1972: On the Southbound
- 1973: Over the Hills to the Poorhouse
- 1973: Concert Favorites
- 1975: New Traditions 1
- 1975: New Traditions 2
- 1975: 16 Great Performances
- 1976: Country Music Memories
- 1977: The Mac Wiseman Story
- 1978: Mac Wiseman Sings Gordon Lightfoot
- 1979: Essential Bluegrass (mit den Osborne Brothers)
- 1979: Golden Classics
- 1980: Songs That Make Jukebox Play
- 1981: Early Dot Recordings 1
- 1982: Greatest Bluegrass Hits
- 1982: Early Dot Recordings 2
- 1982: Grassroots to Bluegrass
- 1982: Bluegrass Special
- 1983: If Teardrops Were Pennies
- 1983: Mac and Chubby Live at Gilley’s (mit Chubby Wise)
- 1986: Once more with Feeling
- 1987: 24 Greatest Hits
- 1987: Classic Bluegrass
- 1990: Early Dot Recordings 3
- 1993: Teenage Hangout
- 1994: Number One Christmas
- 1997: 20 Old-Time Country Favorites
- 1998: Del, Doc & Mac (mit Del McCoury und Doc Watson)
- 2000: Three Tenors of Bluegrass (mit Jim Silvers & Bobby Osborne)
- 2001: Most Requested
- 2001: Letter Edged in Black
- 2001: Just Because
- 2001: Sings Gospels Vol. 1
- 2001: Sings Gospels Vol. 2
- 2001: At the Toronto Horseshoe Club
- 2001: Maple on the Hill
- 2001: Precious Memories
- 2001: First Recorded Live Concert
- 2002: The Heart of a Legend
- 2003: The Singles
- 2003: The lost Album
- 2003: ’Tis Sweet to Be Remembered
- 2005: 15 of My Grandma’s Favorites
- 2005: 15 of My Gospel Favorites
- 2005: Precious Moments
- 2006: The Best of Mac Wiseman – Essential Original Masters
- 2006: On Susan’s Floor
- 2014: Songs From My Mother’s Hand

### EPs
- 1955: Songs From The Hills – ’Tis Sweet To Be Remembered / I’ll Still Write Your Name In The Sand / Four Walls Around Me / Goin’ Like Wildfire

### Singles
| Jahr | Titel Album                         | Höchstplatzierung, Gesamtwochen, AuszeichnungChartsChartplatzierungen (Jahr, Titel, Album, Platzierungen, Wochen, Auszeichnungen, Anmerkungen) | Anmerkungen                |
| Jahr | Titel Album                         | Country | Anmerkungen                |
| ---- | ----------------------------------- | --- | -------------------------- |
| 1959 | Jimmy Brown The Newsboy –           | Country5 (20 Wo.)Country | Erstveröffentlichung: 1959 |
| 1963 | Your Best Friend And Me –           | Country12 (8 Wo.)Country | Erstveröffentlichung: 1963 |
| 1968 | Got Leavin’ On Her Mind –           | Country54 (7 Wo.)Country | Erstveröffentlichung: 1968 |
| 1969 | Johnny’s Cash And Charley’s Pride – | Country38 (9 Wo.)Country | Erstveröffentlichung: 1969 |
| 1978 | Never Going Back Again –            | Country78 (5 Wo.)Country | Erstveröffentlichung: 1978 |
| 1979 | Scotch And Soda –                   | Country88 (3 Wo.)Country | Erstveröffentlichung: 1979 |

Dot Records
- 1951: Are You Coming Back To Me / Tis Sweet To Be Remembered
- 1951: I’m A Stranger / Little White Church
- 1952: Four Walls Around Me /  I’ll Still Write Your Name In The Sand
- 1952: Dreaming Of A Little Cabin / Georgia Waltz
- 1952: Lonesome And A Long Way From Home / Never Ending Song Of Love
- 1952: Georgia Waltz / I Wonder How The Old Folks Are At Home
- 1952: Fire In My Heart / Going To See My Baby
- 1953: By The Side Of The Road / Waiting For The Boys
- 1953: It’s Goodbye And So Long To You / Six More Miles
- 1953: Going Like Wildfire / Shackles And Chains
- 1953: Don’t Let Your Sweet Love Die / You’re Sweeter Than The Honey
- 1953: Crazy Blues / Rainbow In The Valley
- 1953: I’d Rather Die Young / You’d Better Wake Up (im selben Jahr auch bei Quality Records erschienen)
- 1953: Let Me Borrow Your Heart For Just Tonight / Remembering
- 1953: Love Letters in the Sand / Waltz You Saved For Me
- 1954: Dreams Of Mother And Home / Reveilee In Heaven
- 1954: I Haven’t Got The Right To Love You / My Little Home In Tennessee
- 1954: I Saw Your Face In The Moon / You Can’t Judge A Book (By Its Cover)
- 1954: I Love You Best Of All / Keep On The Sunny Side
- 1954: Don’t Blame It All On Me / I Didn’t Know
- 1954: Little Old Church In The Valley / When I Get The Money Made
- 1955: Ballad Of Davy Crockett / Danger, Heartbreak Ahead
- 1955: Kentuckian Song / Wabash Cannonball
- 1955: I Hear You Knocking / Camptown Races
- 1956: Meanest Blues In The World / Be Good Baby
- 1956: One Mint Julep / I’m Waiting For Ships That Never Come In
- 1957: Step It Up And Go / Sundown
- 1958: Thinkin' About You / A Promise Of Things To Come
- 1960: One Mint Julep / Driftwood On The River
- 1960: Darling Nelly Gray / There’s A Star-Spangled Banner Waving Somewhere
- 1960: Glad Rags / Now That You Have Me (You Don’t Want Me)
- 1961: Dark As A Dungeon / How Can You Forget So Soon

Capitol Records
- 1962: Footprints In The Snow / Just Outside
- 1962: Bluegrass Fiesta / What’s Gonna Happen To Me
- 1962: Pistol Packing Preacher / Sing Little Birdie
- 1963: I Like Good Bluegrass Music / Wildfire
- 1963: When The Moon Comes Over The Mountain / Your Best Friend And Me
- 1964: Scene Of The Crime / Tis Sweet To Be Remembered
- 1964: Heads You Win, Tails I Lose / Old Pair Of Shoes

Wise Records
- 1966: Bringing Mary Home / Maple Sugar Sweetheart
- 1966: Ghost Of Bras D’Or / Legend Of The Irish Rebel

Dot Records
- 1966: Just A Baby’s Prayer At Twilight / White Silver Sands
- 1966: Little Bird / This Is Where I Came In

MGM Records
- 1968: Got Leavin' On Her Mind / She Simply Left

RCA Victor
- 1969: It Comes And Goes / I’ve Got To Catch That Train
- 1969: Johnny’s Cash And Charley’s Pride / Mama, Put My Little Shoes Away
- 1970: Me & Bobby McGee / Ring Of Fire
- 1970: Things You Have Turned To / Wrinkled, Crinkled, Wadded Dollar Bill
- 1971: Will You Be Loving Another Man / Jimmie Brown The Newsboy (mit Lester Flatt)
- 1971: Blue Birds Are Singing For Me / We’ll Meet Again Sweetheart (mit Lester Flatt)
- 1971: Little Folks / Sweet Sadness
- 1972: I’d Rather Live By The Side Of The Road / Sing Little Birdie
- 1972: Salty Dog Blues / Mama’s And Daddy’s Little Girl (mit Lester Flatt)
- 1972: Me And Your Memory / On The Southbound (mit Lester Flatt)
- 1972: On Susan’s Floor / Song Of The Wildwood
- 1973: Eight More Miles To Louisville / Let Time Be Your Friend
- 1973: Blue Ridge Cabin Home / Waiting For The Boys To Come Home (mit Lester Flatt)
- 1973: At The Crossroad / You Can’t Go In The Red Playing Bluegrass
- 1973: It Rains Just The Same In Missouri / Keep On The Sunnyside

CMH Records
- 1976: Little Blossom /?
- 1980: Bluebirds Singing For Me / Mother Maybelle (mit den Osborne Brothers)

RCA Churchill Records
- 1981: Never Going Back Again /?
- 1981: Dancing Bear / Scotch And Soda